# Daniel Leites
Daniel Leites (* 28. Februar 1982 in Montevideo) ist ein uruguayischer Fußballspieler.

## Karriere

### Verein
Der nach Angaben seines Vereins 1,76 Meter große Defensivakteur Leites stand zu Beginn seiner Karriere mindestens von der Clausura 2002 bis in die Clausura 2006 bei Nacional Montevideo in der Primera División unter Vertrag. Seine Mannschaft gewann in diesem Zeitraum in den Spielzeiten 2002, 2005 und 2005/06 jeweils die uruguayische Meisterschaft. In der Clausura 2007 spielte er für die Montevideo Wanderers. Die Saison 2007/08 verbrachte er in Reihen des Erstligisten Centro Atlético Fénix. Zu dieser Zeit wurde Ende des Jahrs 2007 bei seinem Sohn Bryan Krebs an der Wirbelsäule diagnostiziert. In den Folgejahren erfuhr er unter anderem durch seinen vormaligen Verein Nacional Unterstützung, der 2009 ein Benefizspiel zur Finanzierung der Therapie seines Sohnes ausrichtete. Nach seiner Station bei Fénix wechselte er zum CA Cerro, für den er in den Spielzeiten 2008/09 und 2009/10 aktiv war. In der letztgenannten Meisterschaftsrunde wurde er dort in 31 Ligaspielen eingesetzt und erzielte ein Tor. Während seiner Zeit bei den Montevideanern gewann er mit dem Team 2009 zudem die Liguilla Pre-Libertadores (Copa Artigas). Im August 2010 wechselte er für ein Jahr auf Leihbasis zu Tiro Federal nach Argentinien, für das er 2010/11 zehn Spiele absolvierte. Einem Wechsel 2011 zurück nach Uruguay zum Cerro Largo FC folgten in der Saison 2011/12 20 (kein Tor) und in der Spielzeit 2012/13 21 Einsätze (ein Tor) für seinen neuen Arbeitgeber. Zur Saison 2013/14 schloss er sich zum zweiten Mal dem CA Cerro an. Er lief in 29 Begegnungen auf und schoss ein Tor. In jener Saison wurde ihm unterstellt, durch ein Eigentor in der Partie gegen El Tanque Sisley den Spielverlauf absichtlich beeinflusst zu haben und bestochen worden zu sein. Er wies dies jedoch entschieden zurück. In der laufenden Saison 2014/15 wurde er bislang (Stand: 17. Januar 2015) in 15 Erstligaspielen (kein Tor) eingesetzt. Aufgrund von Differenzen wurde er nach der Apertura vom Training freigestellt und ihm von Klubseite trotz eines bis Juli 2015 laufenden Vertrages die Freigabe für einen Wechsel erteilt. Cerros Präsident Miguel Panosian stellte jedoch klar, dass es keine persönlichen Probleme mit dem Spieler gebe, sondern dass vielmehr unter anderem auch finanzielle Erwägungen eine Rolle spielten, da man die Kosten des Kaders reduzieren wolle. Seither trainierte Leites unter anderem bei der Spielergewerkschaft. Ende Februar 2015 schloss er sich dann zunächst auf Leihbasis dem Zweitligisten Villa Teresa an, bei dem er in der Clausura 2015 mit 13 Zweitligaeinsätzen (kein Tor) zum Aufstieg in die Primera División beitrug. Zur Spielzeit 2015/16 wurde er fest verpflichtet und 14-mal (kein Tor) in der höchsten uruguayischen Spielklasse eingesetzt. Mitte Juli 2016 wechselte er zum Club Atlético Progreso.

### Erfolge
- 3× Uruguayischer Meister 2002, 2005, 2005/06
- Liguilla Pre-Libertadores 2009